# Élections législatives slovaques de 2010
Les élections législatives slovaques de 2010 se sont tenues le 12 juin 2010, au terme prévu de la quatrième législature. Elles avaient pour but d'élire les 150 députés du Conseil national de la République slovaque.
Le scrutin a vu l'arrivée en première position du parti SMER-SD du président du gouvernement sortant Robert Fico, la victoire des partis d'opposition de centre droit dans leur ensemble et la défaite des nationalistes.

## Contexte
Les élections avaient été convoquées le 1er février 2010 par le président du Conseil national. 
Depuis quatre ans, la Slovaquie était gouvernée par une coalition rouge-brune associant sous la direction de Robert Fico son parti d'orientation social-démocrate SMER-SD et ses alliés le Parti national slovaque (SNS) et le Parti populaire - Mouvement pour une Slovaquie démocratique (ĽS-HZDS).

## Principaux partis et candidats
| Parti | Parti | Chef de file | Chef de file                                  | Résultat en 2006 | Résultat en 2006 |
| ----- | --- | ------------ | --------------------------------------------- | ---------------- | ---------------- |
|       | SMER – social-démocratie SMER - sociálna demokracia                                                                      |              | Robert Fico Président du gouvernement sortant | 29,14 %          | 50               |
|       | Union démocratique et chrétienne slovaque - Parti démocrate Slovenská Demokratická a Krestanská Únia-Demokratická Strana |              | Iveta Radičová                                | 18,35 %          | 31               |
|       | Parti national slovaque Slovenská národná strana                                                                         |              | Ján Slota                                     | 11,73 %          | 20               |
|       | Parti de la coalition hongroise Strana maďarskej koalície – Magyar Koalíció Pártja                                       |              | Pál Csáky                                     | 11,68 %          | 20               |
|       | Parti populaire - Mouvement pour une Slovaquie démocratique Ľudová strana-Hnutie za demokratické Slovensko               |              | Vladimír Mečiar                               | 8,79 %           | 15               |
|       | Mouvement chrétien-démocrate Kresťanskodemokratické hnutie                                                               |              | Ján Figeľ                                     | 8,31 %           | 14               |
|       | Liberté et solidarité Sloboda a Solidarita                                                                               |              | Richard Sulík                                 | N/A              | N/A              |
|       | Most–Híd |              | Béla Bugár                                    | N/A              | N/A              |

## Campagne

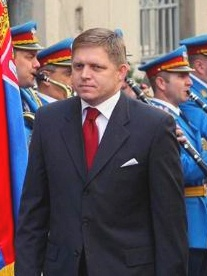
Robert Fico, chef du gouvernement slovaque sortant.

La campagne s'est axée au début sur l'économie et l'emploi, alors que le pays a connu en 2009 une importante récession après avoir eu en 2007 la plus forte croissances de l'Union européenne, le PIB ayant augmenté de 10,4 % cette année-là. Le président du gouvernement Robert Fico a défendu son bilan, en particulier l'adhésion à l'euro, le renforcement de la protection sociale et l'abrogation de certaines mesures prise par le centre droit entre 1998 et 2006. L'opposition, de son côté, dénonçait les mesures sociales prises par le gouvernement, qu'elles jugeaient responsables de la dégradation du déficit public, désormais supérieur à 3 % du PIB.
La période pré-électorale s'est brusquement tendue le 26 mai, lorsque l'Assemblée nationale de Hongrie a voté la possibilité pour les Magyars de souche de se voir octroyer la citoyenneté hongroise. La question de la minorité magyare en Slovaquie a alors pris une place centrale dans la campagne électorale, Robert Fico ayant aussitôt fait voter une loi interdisant la possibilité de détenir la double nationalité. Cependant, cette surenchère nationaliste n'a concerné que SMER-SD et le SNS, les autres formations, en particulier celle du centre droit, ayant maintenu l'économie et les réformes comme axe principal de leurs discours.
À la fin de la campagne, le parti SMER-SD a été éclaboussée par des accusations de financement illégal tandis que Robert Fico, qui compte parmi les hommes politiques les plus populaires de Slovaquie, s'est retrouvé sous le feu des critiques pour avoir accordé une subvention de dix-sept mille euros à un mannequin, alors que le pays venait de connaître d'importantes inondations.

## Résultats
|                        |                                                                       |           |       |      |        |               |  |  |  |  |  |  |  |  |
| Parti                  | Parti                                                                 | Voix      | %     | +/-  | Sièges | +/-           |  |  |  |  |  |  |  |  |
|                        | SMER – social-démocratie (SMER-SD)                                    | 880 111   | 34,79 | 5,60 | 62     | 12            |  |  |  |  |  |  |  |  |
|                        | Union démocrate et chrétienne slovaque - Parti démocrate (SDKÚ-DS)    | 390 042   | 15,42 | 2,93 | 28     | 3             |  |  |  |  |  |  |  |  |
|                        | Liberté et solidarité (SaS)                                           | 307 287   | 12,14 | Nv.  | 22     | 22            |  |  |  |  |  |  |  |  |
|                        | Mouvement chrétien-démocrate (KDH)                                    | 215 755   | 8,52  | 0,21 | 15     | 1             |  |  |  |  |  |  |  |  |
|                        | Most–Híd                                                              | 205 538   | 8,12  | Nv.  | 14     | 14            |  |  |  |  |  |  |  |  |
|                        | Parti national slovaque (SNS)                                         | 128 490   | 5,07  | 6,66 | 9      | 11            |  |  |  |  |  |  |  |  |
|                        | Parti de la coalition hongroise (SMK-MKP)                             | 109 639   | 4,33  | 7,35 | 0      | 20            |  |  |  |  |  |  |  |  |
|                        | Parti populaire - Mouvement pour une Slovaquie démocratique (ĽS-HZDS) | 109 480   | 4,32  | 4,47 | 0      | 15            |  |  |  |  |  |  |  |  |
|                        | Parti de la gauche démocratique (SDĽ)                                 | 61 137    | 2,42  | 2,29 | 0      | en stagnation |  |  |  |  |  |  |  |  |
|                        | Parti populaire « Notre Slovaquie » (L'SNS)                           | 33 724    | 1,33  | Nv.  | 0      | en stagnation |  |  |  |  |  |  |  |  |
|                        | Parti communiste slovaque (KSS)                                       | 21 104    | 0,83  | 3,05 | 0      | en stagnation |  |  |  |  |  |  |  |  |
|                        | Union - Parti pour la Slovaquie (SpS)                                 | 17 741    | 0,70  | 2,77 | 0      | en stagnation |  |  |  |  |  |  |  |  |
|                        | Parti politique joyeux (PK)                                           | 14 576    | 0,58  | Nv.  | 0      | en stagnation |  |  |  |  |  |  |  |  |
|                        | Parti démocratique européen (EDS)                                     | 10 332    | 0,41  | Nv.  | 0      | en stagnation |  |  |  |  |  |  |  |  |
|                        | Nouvelle démocratie (ND)                                              | 7 962     | 0,31  | Nv.  | 0      | en stagnation |  |  |  |  |  |  |  |  |
|                        | Parti de la coalition rom (SRK)                                       | 6 947     | 0,27  | Nv.  | 0      | en stagnation |  |  |  |  |  |  |  |  |
|                        | Union des travailleurs de Slovaquie (ZRS)                             | 6 196     | 0,24  | 0,06 | 0      | en stagnation |  |  |  |  |  |  |  |  |
|                        | Alliance pour une Europe des Nations (AZEN)                           | 3 325     | 0,13  | Nv.  | 0      | en stagnation |  |  |  |  |  |  |  |  |
|                        |                                                                       |           |       |      |        |               |  |  |  |  |  |  |  |  |
| Suffrages exprimés     | Suffrages exprimés                                                    | 2 529 385 | 98,86 |      |        |               |  |  |  |  |  |  |  |  |
| Votes nuls             | Votes nuls                                                            | 29 180    | 1,14  |      |        |               |  |  |  |  |  |  |  |  |
| Total                  | Total                                                                 | 2 558 565 | 100   | –    | 150    | en stagnation |  |  |  |  |  |  |  |  |
| Abstention             | Abstention                                                            | 1 803 804 | 41,35 |      |        |               |  |  |  |  |  |  |  |  |
| Inscrits/Participation | Inscrits/Participation                                                | 4 362 369 | 58,65 |      |        |               |  |  |  |  |  |  |  |  |

## Commentaires et conséquences

### Analyse des résultats
Bien que la victoire du parti SMER-SD soit nette et sans appel, son très bon score, l'un des plus hauts depuis 1990, ne lui permet pas de se maintenir au pouvoir dans la mesure où l'opposition réunie dispose de 79 députés sur 150. De plus, le SNS a perdu un grand nombre de sièges, tandis que le ĽS-HZDS est carrément exclu du Conseil national, où il siégeait depuis 1992. Cette défaite nationaliste doit cependant être relativisée puisque les sociaux-démocrates, qui ont axé une partie de leur campagne sur leur opposition envers la minorité hongroise, ont connu une forte progression globalement égale à la chute du SNS. Les Magyars semblent pour leur part avoir privilégié le dialogue puisque Most–Híd, qui se veut plus modéré que le SMK-MKP, a détrôné ce dernier comme représentant majoritaire de la minorité hongroise du Sud du pays.

### Conséquences

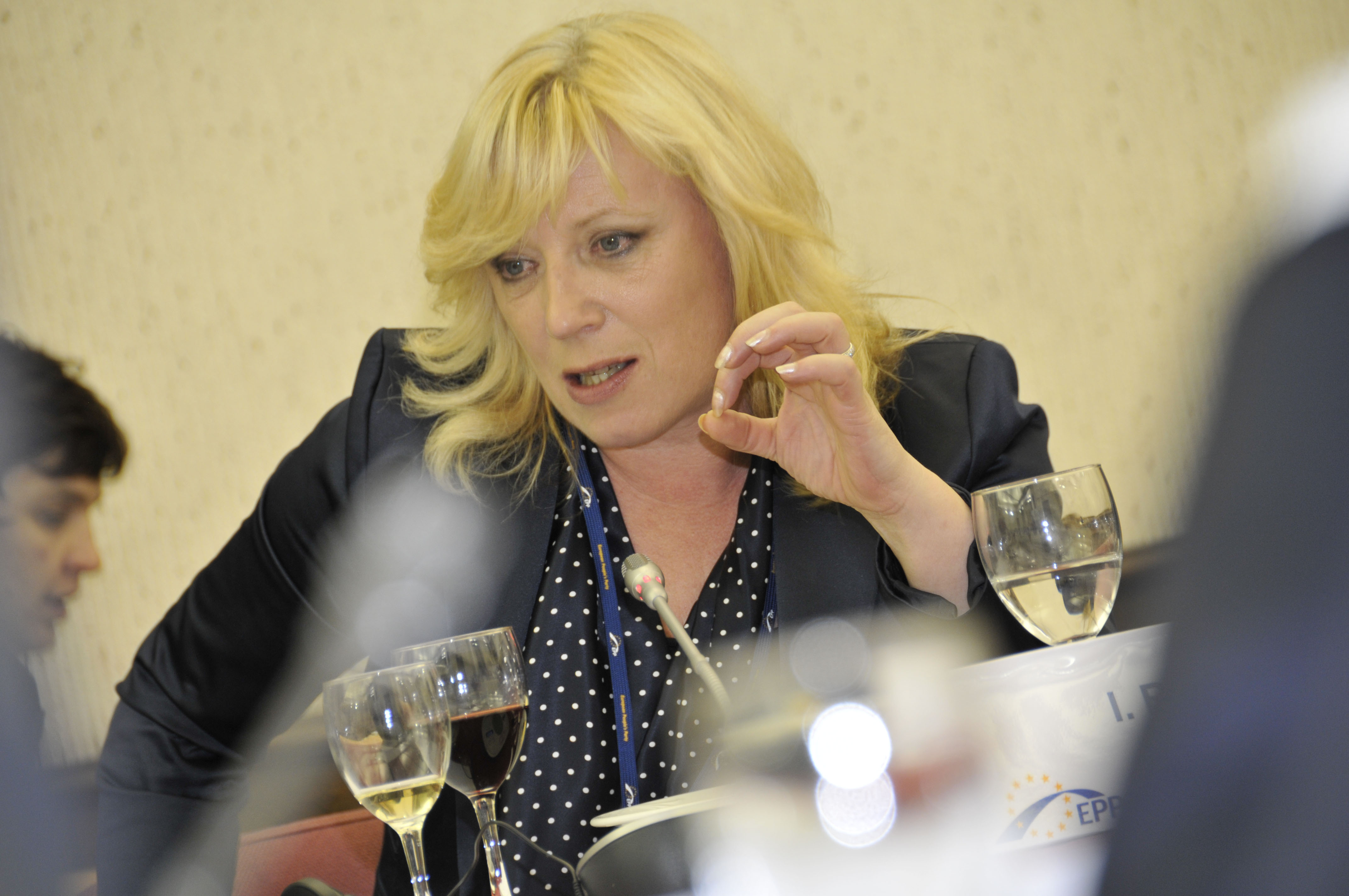
Iveta Radičová, nouvelle chef du gouvernement.

Le 13 juin 2010, le président Ivan Gašparovič charge Robert Fico, chef du gouvernement sortant et président du parti SMER-SD, de former le nouveau gouvernement. Il a toutefois peu de chances de réussir puisque le centre droit dispose de la majorité absolue au Parlement. 
De leur côté, la SDKÚ-DS, SaS, le KDH et Most–Híd ont choisi Iveta Radičová, présidente de la SDKÚ-DS, pour diriger le prochain gouvernement. 
Après l'échec de Fico, elle se voit appelée le 23 juin pour constituer la nouvelle équipe gouvernementale par Ivan Gašparovič, et annonce quelques heures plus tard avoir trouvé un accord de coalition avec les trois autres formations de centre droit, tout en précisant que les discussions sur la composition du gouvernement se poursuivent, alors que le chef de l'État lui avait donné un délai courant jusqu'au 8 juillet.